# Burnage (Manchester)
Pour les articles homonymes, voir Burnage.
Burnage est un quartier de Manchester, en Angleterre. Alors que ce quartier faisait autrefois partie du Lancashire jusqu'en 1974. Il est situé à environ 6,4 km au sud du centre ville de Manchester, et est traversé par la double-voie très empruntée de Kingsway, qui appartient à la A34. Ce quartier est mitoyen de Withington à l'ouest, Heaton Chapel à l'est et Heaton Mersey au sud. 
C’est également le quartier dont son originaires Liam et Noel Gallagher membres fondateurs du groupe britannique oasis.